# Kanton Le Grand-Pressigny
Le Grand-Pressigny is een voormalig kanton van het Franse departement Indre-et-Loire. Het kanton maakte deel uit van het arrondissement Loches. Het werd opgeheven bij decreet van 18 februari 2014 met uitwerking op 22 maart 2015.

## Gemeenten
Het kanton Le Grand-Pressigny omvatte de volgende gemeenten:
- Barrou
- Betz-le-Château
- La Celle-Guenand
- Ferrière-Larçon
- Le Grand-Pressigny (hoofdplaats)
- La Guerche
- Paulmy
- Le Petit-Pressigny
- Saint-Flovier